# Potorous
Potorous es un género de marsupiales diprotodontos de la familia Potoroidae conocidos vulgarmente como potorúes o canguros rata. Son endémicos de Australia.

## Especies
Se han descrito las siguientes especies:
- Potorous gilbertii
- Potorous longipes
- † Potorous platyops
- Potorous tridactylus